# Kenyon Peaks
Die Kenyon Peaks sind eine kleine Gruppe von Berggipfeln aus Basaltgestein in der antarktischen Ross Dependency. In den Marshall Mountains der Königin-Alexandra-Kette ragen sie 5 km nordwestlich des Storm Peak auf. 
Eine Mannschaft der Ohio State University zur Erkundung der Königin-Alexandra-Kette zwischen 1966 und 1967 benannte sie nach D. Kenyon King, der dieser Mannschaft als Feldforschungsassistent angehörte.